# Lillian Copeland
Lillian Copeland (pierwotnie Lillian Drossin, ur. 25 listopada 1904 w Nowym Jorku, zm. 7 lipca 1964 w Los Angeles) – amerykańska lekkoatletka, specjalistka rzutów, mistrzyni olimpijska z 1932 oraz wicemistrzyni z 1928.
Urodziła się w rodzinie imigrantów będących polskimi Żydami. Początkowo nosiła nazwisko Drossin, które zmieniła, gdy jej matka po śmierci męża wyszła za mąż za Abrahama Copelanda.
Uprawiała z powodzeniem pchnięcie kulą, rzut dyskiem i rzut oszczepem. Na igrzyskach olimpijskich w 1928 w Amsterdamie wystąpiła w rzucie dyskiem (pozostałych dwóch konkurencji nie było w programie igrzysk) i wywalczyła srebrny medal za Haliną Konopacką. Po igrzyskach rozpoczęła studia prawnicze na Uniwersytecie Południowej Kalifornii.
Na igrzyskach olimpijskich w 1932 w Los Angeles ponownie wystąpiła w rzucie dyskiem. Tym razem zdobyła złoty medal ustanawiając rekord olimpijski wynikiem 40,58 m.
Zwyciężyła w pchnięciu kulą, rzucie dyskiem i rzucie oszczepem na olimpiadzie machabejskiej w 1935.
Copeland była mistrzynią Stanów Zjednoczonych (AAU) w pchnięciu kulą w latach 1925-1928 i 1931, w rzucie dyskiem w 1926 i 1927 oraz w rzucie oszczepem w 1926 i 1931. Dwukrotnie poprawiła rekord USA w pchnięciu kulą (do wyniku 12,32 m, uzyskanego 2 kwietnia 1935 w Tel Awiwie)  dwukrotnie w rzucie dyskiem (do rezultatu 40,58 m, osiągniętego 3 sierpnia 1932 w Los Angeles). Chociaż specjalizowała się w rzutach, była członkinią sztafety 4 × 110 jardów, która w lutym 1928 ustanowiła rekord Stanów Zjednoczonych czasem 50,0 s.
Pracowała przez wiele lat w biurze szeryfa hrabstwa Los Angeles.